# Blaesoxipha katoi
Blaesoxipha katoi är en tvåvingeart som beskrevs av Park och Tadao Kano 1968. Blaesoxipha katoi ingår i släktet Blaesoxipha och familjen köttflugor.
Artens utbredningsområde är Sydkorea. Inga underarter finns listade i Catalogue of Life.